# Galemys sulimskii
Galemys sulimskii — вимерлий вид ссавців з триби хохуль родини кротових (Talpidae). Типовим зразком є MZP 304/8, нижня щелепа (фрагмент нижньої щелепи з i3–p2). Його типове місцезнаходження — Венже, що в печерній брекчії MN 15 у Польщі.